# 罗赫塔克
罗赫塔克（Rohtak），是印度哈里亚纳邦Rohtak县的一个城镇。总人口286773（2001年）。

## 人口
该地2001年总人口286773人，其中男性154153人，女性132620人；0—6岁人口35629人，其中男19943人，女15686人；识字率72.27%，其中男性为76.87%，女性为66.93%。